# Alue Mie
Alue Mie is een bestuurslaag in het regentschap Aceh Jaya van de provincie Atjeh, Indonesië. Alue Mie telt 434 inwoners (volkstelling 2010).